# Торе Анунцијата
Торе Анунцијата (итал. Torre Annunziata) је насеље у Италији у округу Напуљ, региону Кампанија.
Према процени из 2011. у насељу је живело 43521 становника. Насеље се налази на надморској висини од 6 м.

## Географија
| Клима (Торе Анунцијата)    | Клима (Торе Анунцијата) | Клима (Торе Анунцијата) | Клима (Торе Анунцијата) | Клима (Торе Анунцијата) | Клима (Торе Анунцијата) | Клима (Торе Анунцијата) | Клима (Торе Анунцијата) | Клима (Торе Анунцијата) | Клима (Торе Анунцијата) | Клима (Торе Анунцијата) | Клима (Торе Анунцијата) | Клима (Торе Анунцијата) | Клима (Торе Анунцијата) |
| Показатељ \ Месец          | .Јан.                   | .Феб.                   | .Мар.                   | .Апр.                   | .Мај.                   | .Јун.                   | .Јул.                   | .Авг.                   | .Сеп.                   | .Окт.                   | .Нов.                   | .Дец.                   | .Год.                   |
| -------------------------- | ----------------------- | ----------------------- | ----------------------- | ----------------------- | ----------------------- | ----------------------- | ----------------------- | ----------------------- | ----------------------- | ----------------------- | ----------------------- | ----------------------- | ----------------------- |
| Средњи максимум, °C (°F)   | 13 (55)                 | 13 (55)                 | 14 (57)                 | 18 (64)                 | 22 (72)                 | 26 (79)                 | 29 (84)                 | 29 (84)                 | 26 (79)                 | 22 (72)                 | 17 (63)                 | 14 (57)                 | 29 (84)                 |
| Средњи минимум, °C (°F)    | 7 (45)                  | 7 (45)                  | 8 (46)                  | 11 (52)                 | 14 (57)                 | 18 (64)                 | 20 (68)                 | 20 (68)                 | 18 (64)                 | 15 (59)                 | 12 (54)                 | 9 (48)                  | 7 (45)                  |
| Количина падавина, mm (in) | 69 (27,2)               | 57 (22,4)               | 57 (22,4)               | 39 (15,4)               | 34 (13,4)               | 16 (6,3)                | 24 (9,4)                | 38 (15)                 | 48 (18,9)               | 70 (27,6)               | 102 (40,2)              | 87 (34,3)               | 641 (252,5)             |
| [ тражи се извор ]         |                         |                         |                         |                         |                         |                         |                         |                         |                         |                         |                         |                         |                         |

## Становништво
| 1931.  | 1936.  | 1951.  | 1961.  | 1971.  | 1981.  | 1991.  | 2001.  | 2011.  |
| ------ | ------ | ------ | ------ | ------ | ------ | ------ | ------ | ------ |
| 37.900 | 41.113 | 51.979 | 58.400 | 57.556 | 60.533 | 52.875 | 48.011 | 43.521 |

## Партнерски градови
- Беневенто
- Ла Сјота
- Емендинген
- Валенсија